# Searching for Bobby Fischer
The Search of Bobby Fischer (bra Lances Inocentes) é um filme estadunidense de 1993, do gênero comédia dramático-biográfica, escrito e dirigido por Steven Zaillian, com roteiro baseado no livro autobiográfico Searching for Bobby Fischer, de Fred Waitzkin.
A fotografia de Conrad L. Hall valeu ao filme indicação ao Oscar da categoria.

## Sinopse
Cronista esportivo percebe que seu filho de sete anos tem aptidão para o xadrez e o inscreve em torneios, nos quais se destaca. A obsessão por resultados, porém, começa a abalar a relação entre pai e filho.

## Elenco
- Max Pomeranc .... Josh Waitzkin
- Joe Mantegna .... Fred Waitzkin
- Joan Allen .... Bonnie Waitzkin
- Ben Kingsley .... Bruce Pandolfini
- Laurence Fishburne .... Vinnie
- Michael Nirenberg .... Jonathan Poe
- Robert Stephens .... professor de Poe
- David Paymer .... Kalev
- Hal Scardino .... Morgan
- Vasek Simek .... jogador russo
- William H. Macy .... padre
- Dan Hedaya .... diretor do torneio
- Laura Linney .... professora
- Anthony Heald .... pai brigando